# Cerithiopsida elegans
Espèce
Synonymes
Cerithiopsis elegans Golikov & Gulbin, 1977
Cerithiopsida elegans est une espèce de mollusques marins de la classe des gastéropodes, à la position taxinomique encore peu claire mais de la super-famille des Triphoroidea et de la famille des Newtoniellidae.
Elle est trouvée autour des Îles Kouriles.